# Grammichele
Grammichele település Olaszországban, Szicília régióban, Catania megyében. Lakosainak száma 12 407 fő (2023. január 1.). Grammichele Caltagirone, Licodia Eubea és Mineo községekkel határos.

## Népesség
A település lakossága az elmúlt években az alábbi módon változott:
| Lakosok száma | 13 347 | 13 267 | 12 407 |
|               | 2017   | 2018   | 2023   |